# Danmark i olympiska sommarspelen 1948
Danmark deltog med 162 deltagare vid de olympiska sommarspelen 1948 i London. Totalt vann de tjugo medaljer och slutade på tionde plats i medaljligan.

## Medaljer

### Guld
- Karen Hoff - Kanotsport, K-1 500 m
- Carl-Ebbe Andersen, Tage Henriksen och Finn Pedersen - Rodd, två med styrman
- Paul Elvstrøm - Segling, firefly
- Greta Andersen - Simning, 100 m frisim
- Karen Harup - Simning, 100 m ryggsim

### Silver
- Johan Andersen - Kanotsport, K-1 1000 m
- Karen Lachmann - Fäktning, florett
- Aage Larsen och Ebbe Parsner - Rodd, dubbelsculler
- Ib Storm Larsen, Helge Schrøder, Helge Halkjær och Aksel Hansen - Rodd, fyra utan styrman
- Karen Harup - Simning, 400 m frisim
- Eva Riise, Greta Andersen, Fritze Carstensen-Nathansen och Karen Harup - Simning, 4 x 100 m frisim

### Brons
- Svend Wad - Boxning, lättvikt
- Christian Hansen - Brottning, grekisk-romersk stil, weltervikt
- Axel Schandorff - Cykling, sprint 1000 m
- Fotbollslandslaget herrar (Knud Bastrup-Birk, Hans Colberg, Edvin Hansen, John Hansen, Jørgen W. Hansen, Karl Aage Hansen, Erik Kuld Jensen, Ivan Jensen, Ove Jensen, Hans Viggo Jensen, Per Knudsen, Knud Lundberg, Eigil Nielsen, Knud Børge Overgaard, Poul Petersen, Axel Pilmark, Johannes Pløger, Karl-Aage Præst, Holger Seebach, Erling Sørensen, Jørgen Leschly Sørensen och Dion Ørnvold)
- Lily Carlstedt - Friidrott, spjutkastning
- Børge Nielsen, Jørgen Olsen, Harry Knudsen, Erik Larsen och Henry Larsen - Rodd, fyra med styrman
- Klaus Baess, Ole Berntsen och William Berntsen - Segling, dragon
- Birte Christoffersen - Simhopp, 10 m